# 640 TCN
640 TCN là một năm trong lịch La Mã.

## Sự kiện

### Châu Âu
- Theagenes trở thành bạo chúa tại Megara.[1]
- Kolaios của Samos đi đến eo biển Gibraltar.[1]

### Trung Đông
- Vua Ashurbanipal của Assyria đạt được một thắng lợi lớn Elam. Ông bắt giữ vị vua cuối cùng của Elam, Khumma-Khaldash III, và tàn phá đất nước này.
- Vua Teispes qua đời sau 35 năm trị vì trong đó ông đã cai trị thành phố Elamite Anshan sau khi được giải thoát khỏi Median.